# ロールス・ロイス/MAN トゥルボ RB193

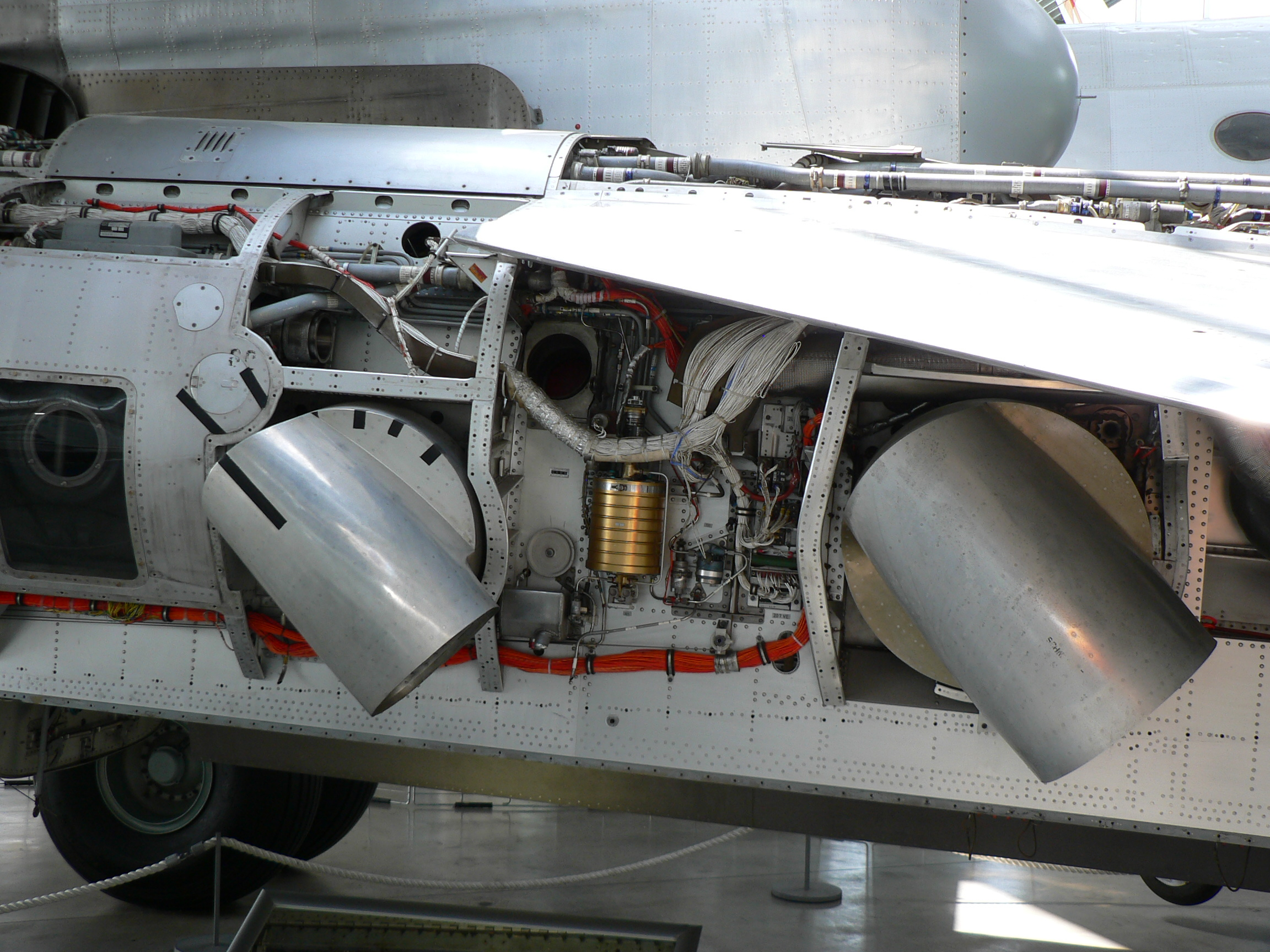
RB193の回転式推力偏向ノズル

ロールス・ロイス/MAN・トゥルボ RB193（Rolls-Royce/MAN Turbo RB.193）は、1960年代半ばにロールス・ロイス・リミテッドとMAN・トゥルボ社が設計、製造した推力偏向式ターボファンエンジンである。
このエンジンはVFW VAK 191B 垂直離着陸機のみに搭載されて飛行テストが行われたが、VAK 191Bの開発計画が破棄されたことでRB193も量産されることは無かった。

## 設計と開発
元々VFW VAK 191B計画の要求に合致するように設計されたRB193はロールス・ロイス/MAN・トゥルボで共同開発されたエンジンであり、設計作業は1965年12月のドイツ連邦国防省との契約の締結後に開始された。ブリストル・シドレー社がこのエンジン用の部品製作の2次契約社となった。
RB193の設計概念は、初期のロールス・ロイス ペガサスと近い関連を持ち、スペイと同じ内部流路と「高温」、「低温」を組み合わせた回転推力ノズルを備えていた。VFW VAK 191Bでの有索飛行テストは1966年に始まり、1971年10月にはブレーメンで初の自由ホバリング飛行が実施された。1972年10月にはManchingで空中停止から前進への遷移飛行に成功した。1975年のテスト計画終了までにRB193は合計12時間の飛行時間を重ね、91回の飛行を実施した。

## 搭載機
- VFW VAK 191B

## 展示中のエンジン
VFW VAK 191Bに搭載されたRB193-12エンジンがミュンヘンのドイツ博物館に展示されている。外板が外され、回転ノズルと回転機構を見ることができる。

## 要目
(RB193-12) Data from:Gunston
- タイプ：高圧縮ターボファンエンジン
- 全長：
- 直径：
- 乾燥重量：790 kg (1,742 lb)
- 圧縮機：軸流式3段ファン、低圧2段、反転する高圧6段
- タービン：低圧3段、空冷式高圧1段
- 最大推力：4,610 kg (10,163 lb)
- 推力重量比：

### 参考書籍
- Gunston, Bill. World Encyclopedia of Aero Engines. Cambridge, England. Patrick Stephens Limited, 1989. ISBN 1-85260-163-9